# Teeworlds
Teeworlds é um jogo gratuito, open source, sidescrolling, de tiro e apenas para multiplayer. O jogo tem gráficos simples estilo cartoon e a física age dependendo da arma usada. Desde 29 de Agosto de 2012, o criador e desenvolvedor do jogo, Magnus Auvinen, delegou certas tarefas para voluntários de sua confiança, devido ao jogo ter-se tornado famoso e ter sofrido diversos ataques informáticos.
A última versão é a 0.6.2, lançada em 1° de Maio de 2013, e ainda apresenta desenvolvimento ativo no GitHub. Com o lançamento da versão 0.4.0, foi alterado o nome de "Teewars" para "Teeworlds", por motivos legais.
Atualmente há versões oficiais para os sistemas operacionais Microsoft Windows, Linux e Mac OS X. Em Dezembro de 2007, o código fonte foi alterado para a licença pública sob o termo da Licença zlib.

## Gameplay

### Tipos de jogo
Atualmente, oficialmente há os seguintes tipos de jogos:
- Deathmatch: O objetivo é matar o máximo possível de jogadores, até que uma determinada pontuação seja alcançada ou o tempo encerrado.
- Team Deathmatch: Similar ao deathmatch, mas com duas equipes que lutam entre si com pontuação para toda a equipe.
- Capture The Flag: Duas equipes tentam capturar a bandeira inimiga até somar determinada pontuação ou o tempo ser encerrado.[5]